# Adam Bodzek
Adam Bodzek (ur. 7 września 1985 w Zabrzu) – polski piłkarz. Występuje na pozycji pomocnika.